# Zhou Xuepu
Zhou Xuepu (chinesisch 周學普, Pinyin Zhōu Xuépǔ, Hao Lan Hai; * 20. Juli 1900; † 3. April 1983) war ein chinesischer Germanist, Übersetzer und Hochschullehrer. Er stammte aus Shengzhou in der Provinz Zhejiang. Die beliebte chinesische Ausgabe des deutschen Gedichtes Heidenröslein (Johann Wolfgang von Goethe) ist sein Meisterstück. Sein Hauptwerk ist die erste vollständige, Teil I und II umfassende Faust-Übersetzung ins Chinesische, erschienen 1935 in Shanghai.

## Leben
Er studierte Germanistik in Kyōto, Japan, und erhielt einen Abschluss der Kaiserlichen Universität Kyōto. 1947 wurde er zum Professor für Fremdsprachen und Literatur an der Nationaluniversität Taiwan ernannt. Er war 26 Jahre als Hochschullehrer tätig und trat dann in den Ruhestand.

## Eigene Werke
- Deutsche Sprachlehre für Ausländer, Verlag Taibei Yihua Chubanshe, 1965

## Übersetzungen
- Johann Wolfgang von Goethe: Faust, Verlag Shanghai Shangwu Yinshuguan, 1935
- Johann Peter Eckermann: Gespräche mit Goethe, Verlag Shanghai Shangwu Yinshuguan, 1936
- Johann Wolfgang von Goethe: Hermann und Dorothea, Verlag Shanghai Shangwu Yinshuguan, Febr. 1937
- Johann Wolfgang von Goethe: Die Wahlverwandtschaften, Verlag Taibei Zhengzhong Shuju, 1953
- Hermann Sudermann: Der Katzensteg, Verlag Taibei Zhengzhong Shuju, 1955
- Johann Wolfgang von Goethe u. a.: Sammlung deutscher Kurzgeschichten, Verlag Gaoxiong Daye Shuju, 1956
- Seiichi Iwao: Historische Materialien zum taiwanesisch-britischen Handel im 17. Jahrhundert, Verlag Taiwan Yinhang, 1959 [2]
- George Leslie Mackay: From Far Formosa, Verlag Taiwan Yinhang, 1960
- Johann Peter Eckermann: Gespräche mit Goethe, Verlag Taiwan Shangwu Yinshuguan, 1961
- Johann Wolfgang von Goethe: Hermann und Dorothea, Verlag Taibei Wenxing Shuju, 1964
- Johann Wolfgang von Goethe: Die Leiden des jungen Werthers, Verlag Taibei Zhiwen Chubanshe, Dez. 1975
- Johann Wolfgang von Goethe: Faust, Verlag Taibei Zhiwen Chubanshe, Sept. 1978